# گیتار (آلبوم فرانک زاپا)
«گیتار» (به انگلیسی: Guitar) آلبومی از هنرمند اهل ایالات متحده آمریکا فرانک زاپا است که در سال ۱۹۸۸ میلادی منتشر شد.